# 济南市人民政府
济南市人民政府，简称济南市政府，是中华人民共和国山东省济南市的地方行政管理机关。

## 历史沿革
1948年9月21日，中国人民解放军华东军区建立济南特别市军事管制委员会。9月25日，济南特别市军事管制委员会进驻济南，成为军事管制时期全市最高权力机关，统一管理全市军事行政事宜。9月28日，建立济南特别市市政府，山东省政府副主席郭子化兼任市长。10月5日，沿用市内十一个区的划分，成立济南特别市第一至十一区共11个区政府。10月31日，全市行政事务全部移交给市政府，军事管制委员会撤销。1949年5月22日，中共中央山东分局决定，济南特别市改称济南市，济南特别市市政府改为济南市人民政府。
1955年6月，根据《中华人民共和国地方各级人民代表大会和地方各级人民委员会组织法》（1954年9月21日通过），济南市人民政府改为济南市人民委员会。1966年文化大革命开始后，政府陷入瘫痪状态。1967年1月24日，济南市造反群众组织占领中共济南市委和市人民委员会机关，建立济南市无产阶级革命造反派大联合革命委员会。6月26日，改称济南市革命委员会，为党政合一的济南市临时权力机构。1971年4月，济南市革命委员会与中共济南市委的职能部门混合设置，为全市最高行政机关。1975年4月，济南市革命委员会与中共济南市委的办事机构分开设置。
1979年12月，济南市第八届人民代表大会第二次会议召开，会议根据第五届全国人民代表大会第二次会议通过的《中华人民共和国地方各级人民代表大会和地方各级人民政府组织法》，将济南市革命委员会改为济南市人民政府，选举李元荣为市长。

## 职责
根据《中华人民共和国地方各级人民代表大会和地方各级人民政府组织法》第七十三条，县级以上的地方各级人民政府行使下列职权：
1. 执行本级人民代表大会及其常务委员会的决议，以及上级国家行政机关的决定和命令，规定行政措施，发布决定和命令；
2. 领导所属各工作部门和下级人民政府的工作；
3. 改变或者撤销所属各工作部门的不适当的命令、指示和下级人民政府的不适当的决定、命令；
4. 依照法律的规定任免、培训、考核和奖惩国家行政机关工作人员；
5. 编制和执行国民经济和社会发展规划纲要、计划和预算，管理本行政区域内的经济、教育、科学、文化、卫生、体育、城乡建设等事业和生态环境保护、自然资源、财政、民政、社会保障、公安、民族事务、司法行政、人口与计划生育等行政工作；
6. 保护社会主义的全民所有的财产和劳动群众集体所有的财产，保护公民私人所有的合法财产，维护社会秩序，保障公民的人身权利、民主权利和其他权利；
7. 履行国有资产管理职责；
8. 保护各种经济组织的合法权益；
9. 铸牢中华民族共同体意识，促进各民族广泛交往交流交融，保障少数民族的合法权利和利益，保障少数民族保持或者改革自己的风俗习惯的自由，帮助本行政区域内的民族自治地方依照宪法和法律实行区域自治，帮助各少数民族发展政治、经济和文化的建设事业；
10. 保障宪法和法律赋予妇女的男女平等、同工同酬和婚姻自由等各项权利；
11. 办理上级国家行政机关交办的其他事项。

## 机构设置
根据2019年1月3日中国共产党济南市第十一届委员会第七次全体会议审议通过《中共济南市委济南市人民政府关于济南市市级机构改革的实施意见》，济南市人民政府设置以下工作部门：
- 济南市人民政府办公厅
- 济南市发展和改革委员会（济南市新旧动能转换综合试验区建设办公室）
- 济南市教育局
- 济南市科学技术局（济南市外国专家局）
- 济南市工业和信息化局
- 济南市公安局
- 济南市民政局
- 济南市司法局
- 济南市财政局
- 济南市人力资源和社会保障局
- 济南市自然资源和规划局
- 济南市生态环境局
- 济南市住房和城乡建设局
- 济南市城市管理局（济南市综合行政执法局）
- 济南市城乡交通运输局
- 济南市城乡水务局（济南市泉水保护办公室）
- 济南市农业农村局（济南市扶贫开发办公室）
- 济南市园林和林业绿化局
- 济南市商务局
- 济南市文化和旅游局（济南市新闻出版广电局、济南市文物局）
- 济南市卫生健康委员会（济南市中医药管理局）
- 济南市退役军人事务局
- 济南市应急管理局
- 济南市审计局
- 济南市人民政府国有资产监督管理委员会
- 济南市市场监督管理局（济南市知识产权局）
- 济南市体育局
- 济南市统计局
- 济南市医疗保障局
- 济南市国防动员办公室
- 济南市人民政府研究室
- 济南市地方金融管理局（牌子挂在中共济南市委金融委员会办公室，加挂中共济南市委金融工作委员会牌子，列入中共济南市委机构序列）
- 济南市投资促进局
- 济南市行政审批服务局（济南市政务服务管理办公室）
- 济南市信访局
- 济南市大数据局
- 济南市人民政府口岸和物流办公室
- 济南市民营经济发展局

派出机构
- 济南高新技术产业开发区管理委员会
- 济南市南部山区管理委员会
- 济南新旧动能转换起步区管理委员会
- 济南长清大学城管理委员会
- 济南市莱芜高新技术产业开发区管理委员会
- 济南国际医学科学中心管理委员会

直属事业单位
- 济南市机关事务服务中心
- 济南市地震监测中心
- 济南市政府资金结算中心
- 济南市供销合作社
- 济南住房公积金中心
- 济南仲裁委员会办公室
- 济南社会科学院
- 济南公共资源交易中心

县区政府
- 济南市历下区人民政府
- 济南市市中区人民政府
- 济南市槐荫区人民政府
- 济南市天桥区人民政府
- 济南市历城区人民政府
- 济南市长清区人民政府
- 济南市章丘区人民政府
- 济南市济阳区人民政府
- 济南市莱芜区人民政府
- 济南市钢城区人民政府
- 济南市平阴县人民政府
- 济南市商河县人民政府

## 历任领导
济南特别市市长
- 郭子化（1948年9月25日－1949年5月14日）
- 姚仲明（1949年5月15日－1949年5月21日）

济南市人民政府委员会市长
- 姚仲明（1949年5月22日－1950年6月）
- 谷牧（1950年9月－1952年2月）
- 陈梅川（1953年6月－1955年5月）

济南市人民委员会市长
- 李又（1955年6月－1956年4月）
- 刘乃殿（1956年4月－1960年12月）
- 段毅（1960年12月－1963年9月）
- 杨毅（1963年9月－1967年1月23日）

济南市革命委员会主任
- 傅健吾（1968年3月－1970年5月）
- 许洪云（1970年5月－1973年9月）
- 张敬焘（1973年9月－1975年2月）
- 李瑜（1975年2月－1978年2月）
- 魏坚毅（1978年2月－1979年12月）

济南市人民政府市长
- 李元荣（1979年12月－1983年4月）
- 何宗贵（1983年4月－1986年3月）
- 翟永浡（1986年5月－1993年）
- 谢玉堂（1993年3月－2003年1月7日）
- 鲍志强（2003年2月26日－2007年3月6日）
- 张建国（2007年3月28日－2012年1月21日）
- 杨鲁豫（2012年3月2日[5]－2016年4月29日）
- 王忠林（2017年4月13日－2018年5月14日[6]）
- 孙述涛（2018年6月4日－2022年3月29日[7]）
- 于海田（2022年4月22日－）